# Kozojedy (okres Rakovník)
Kozojedy (Duits: Kosojed of Kosoged) is een Tsjechische gemeente in de regio Midden-Bohemen en maakt deel uit van het district Rakovník, twaalf kilometer van Louny.
Kozojedy telt 102 inwoners.

## Geografie
Kozojedy ligt midden tussen de heuvels van het natuurpark Džbán. In het noordoosten ligt de Štítheuvel (445 m), in het zuidoosten de Dřevíčheuvel (464 m) en in het noordwesten de Lavičkaheuvel (407 m).
Kozojedy is het enige dorp binnen de gemeente.

## Etymologie
De naam van het dorp is eigenlijk een spottende benaming en betekent dorp van geiteneters. In historische bronnen komt de naam voor in de vormen de Kozojed (1316), de Kozogied (1380) en Kozogedy (1628).

## Geschiedenis
Archeologische vondsten op en nabij de Dřevíčheuvel hebben aangetoond dat het gebied in de ijzertijd en bronstijd reeds bewoond was. Later stond bij de heuvel een Slavisch burchtcomplex, dat in 1002 in de Chronica Boemorum werd vermeld en tot in de 12e eeuw een van de administratieve centra van de Přemysliden was.
Het dorp werd voor het eerst vermeld in 1316 of 1361 en was toen de zetel van Dalibor en Pakoslav van Kozojedy. Aangenomen wordt dat de Hrádekvesting de zetel was van de Heren van Kozojedy en de ridder Dalibor van Kozojedy. Laatstgenoemde vocht samen met koning Jan van Luxemburg tegen de Fransen en sneuvelde, net als de koning, tijdens de slag bij Crécy in 1346. Deze ridder werd eerder nog terechtgesteld in Praag, te weten op 14 maart 1498, en was een zoon van Aleš van Kozojedy, die voorheen eveneens bezittingen had in Kozojedy. De Heren van Kozojedy waren tot de 15e eeuw eigenaar van het dorp. Volgens verschillende overleveringen hadden zij tevens negen andere dorpen in bezit. In de tweede helft van de 15e eeuw werd de vesting verlaten en vernietigd en is Kozojedy bij het aangrenzende dorp Vinařice gevoegd.
Later verwierf Diepolt Popel von Lobkowitz de dorpen Kozojedy en Vinařice en voegde daar in 1523 het dorp Pravda aan toe. Ook Divice werd toegevoegd, waarna de burcht van Divice de bestuurszetel werd. Vele eigenaren volgden. De latere eigenaar Ernst Karl Pachta (1718-1803), die onder voogdij stond van zijn vader Johann Joachim Pachta tot hij meerderjarig was, werd als kapitein van het district Bunzlau tijdens de Oostenrijkse Successieoorlog door het Franse leger gegijzeld en stierf op 26 oktober 1742 tijdens de belegering van Praag ten gevolge van de slechte gevangenisomstandigheden. In datzelfde jaar werd Ernst Karl Pachta meerderjarig en verkreeg zo het eigendom. In juli 1797 verkocht hij zijn eigendommen aan Jakob Wimmer von Wimmersberg, die alles op zijn beurt op 6 februari 1803 weer verkocht aan Joseph II zu Schwarzenberg.
In 1844 bestond Kozojedy uit 32 huizen en 230 inwoners. Net buiten het dorp lagen de jagershut, de belangrijke boerderij Dřewic en de bosbouwboerderij Alt-Dřewic of Ober-Dřewic. De Sint-Wenceslauskapel was toen reeds buiten gebruik gesteld. De belangrijkste bron van inkomsten was de graan-, hop- en fruitteelt. Ten oosten van Kozojedy bevond zich een manoir en terrein met 50 tot 60 damherten. De bossen maakten deel uit van het grotere bosdistrict Thiergartner. De parochie behoorde tot die van Winařitz. Tot midden 19e eeuw bleef Kozojedy onderworpen aan de allodiale heerlijkheid Zitolib, samen met het dorp Domauschitz.
Na de afschaffing van deze heerlijkheden vormde Kozojedy, vanaf 1850, samen met Vinařice de gemeente Vinařice in het Rakovníkdistrict. Gerechtelijk behoorde de gemeente echter tot het district Louny. In 1868 werd de gemeente toegekend aan het Lounydistrict. In de tweede helft van de 19e eeuw werd hopteelt de primaire tak van de landbouw. In 1880 scheidde Kozojedy zich af van Vinařice en vormde vanaf dan een eigen gemeente.
In 1949 werd de gemeente ingedeeld bij het nieuw gevormde district van Nové Strašecí. Na de opheffing daarvan in 1960 werd Kozojedy bij de gemeente Rakovník gevoegd. Sinds 24 november 1990 is Kozojedy weer een eigen gemeente.
Kozojedy is ook tegenwoordig nog een belangrijk dorp voor de hopteelt.

## Verkeer en vervoer

### Spoorlijnen
Er is geen spoorlijn of station in (de buurt van) het dorp. Het dichtstbijzijnde station is Solopysky, op 11 km afstand, aan lijn 126 Rakovník - Louny - Most.

### Buslijnen
Lijn 585 Rakovník - Vinařice en lijn 600 Kladno - Vinařice halteren in het dorp.

## Bezienswaardigheden

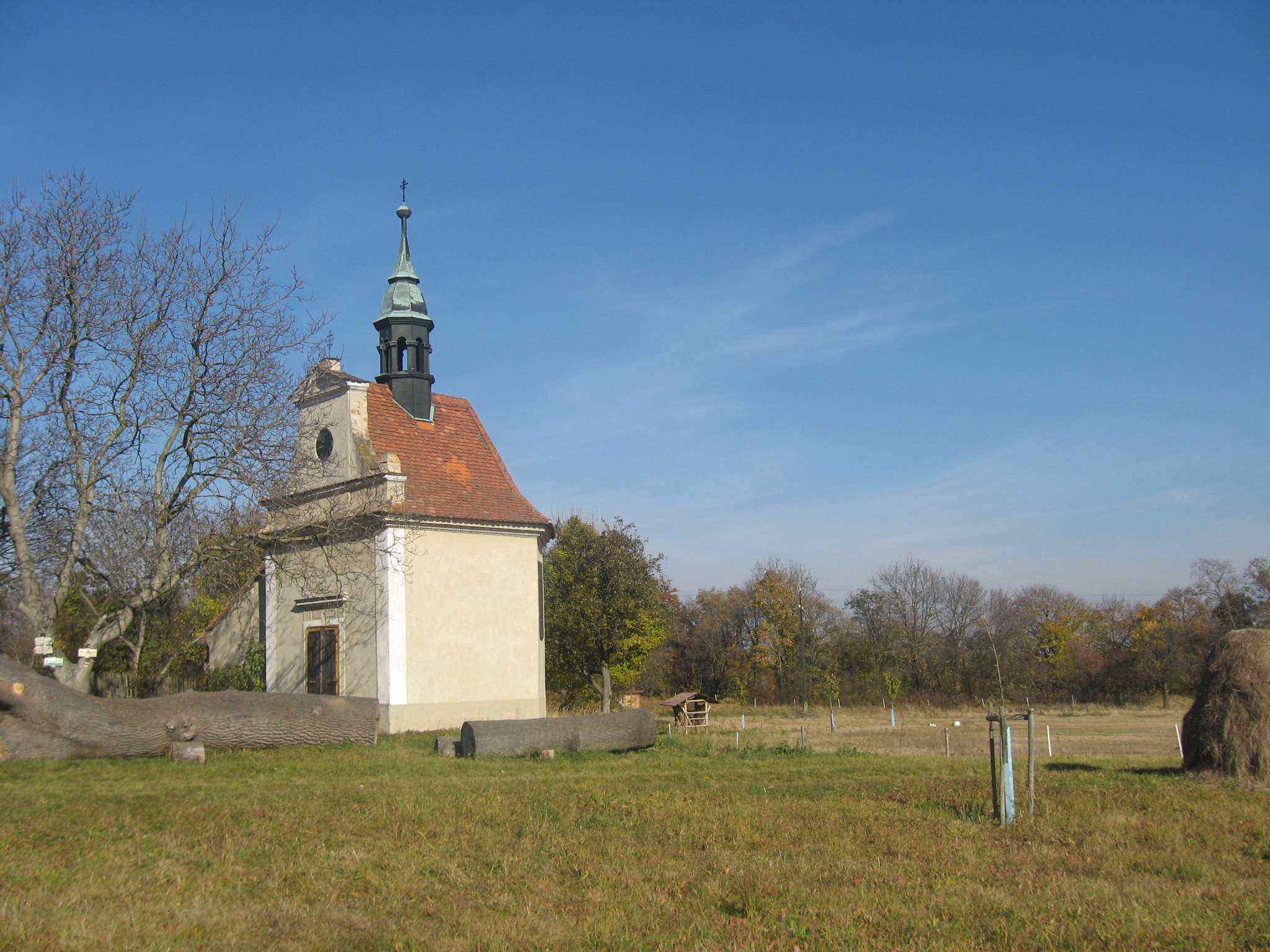
Sint-Wenceslauskerk

- Nationaal Natuurreservaat Pochválovská stráň
- Heuvelfort Dřevíč en de naastgelegen kerk van Sint-Wenceslauskerk met archeologische site
- Boerderij Dřevíč op/nabij de gelijknamige heuvel
- Kapel op het dorpsplein van Kozojedy

Ten zuiden van Dřevíč stonden in de 14e eeuw het fort en de hoeve Rychvald. De nederzetting verdween na 1522. Overblijfselen van gebouwen en omheiningen zijn bewaard gebleven.

## Galerij

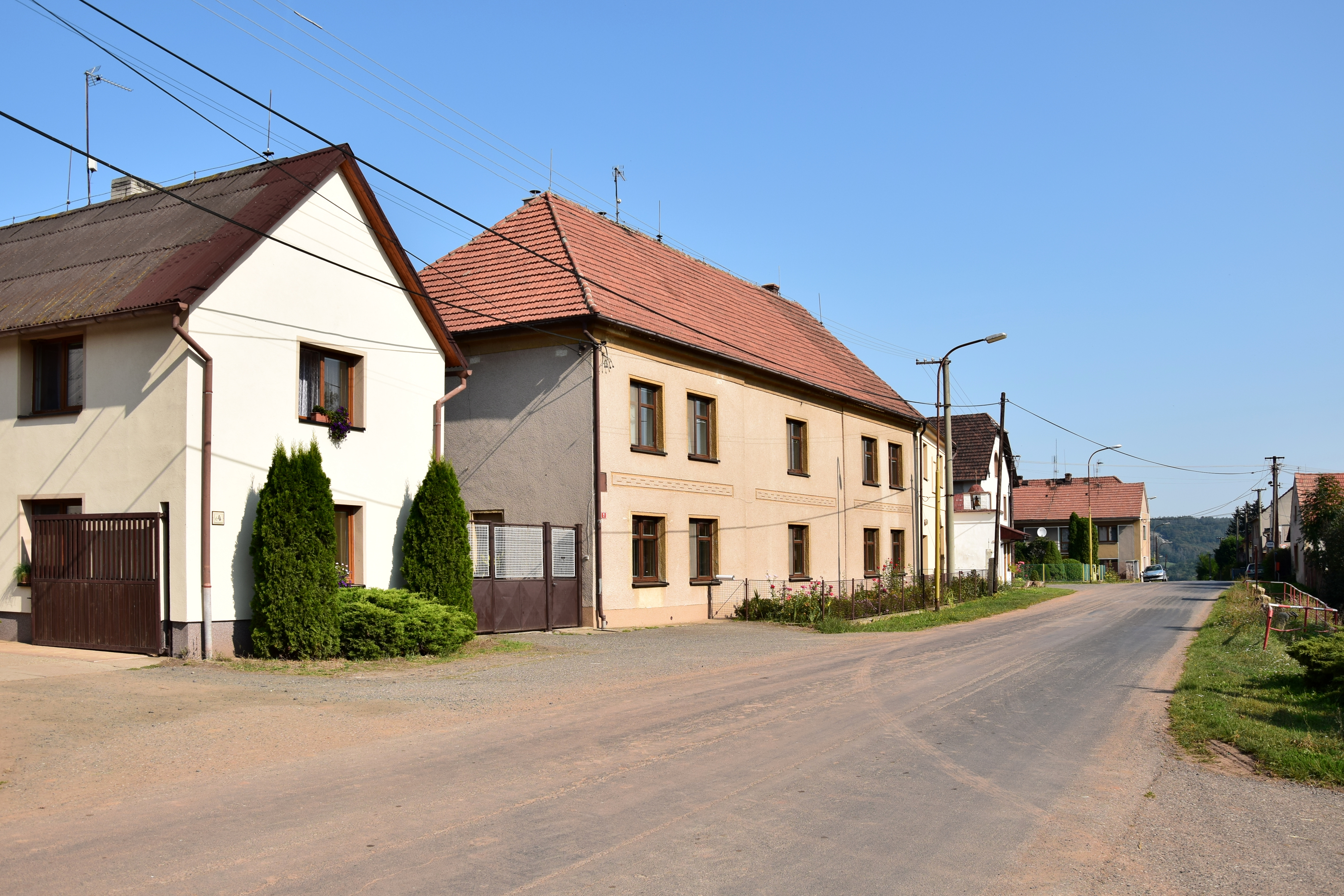
Straat in Kozojedy
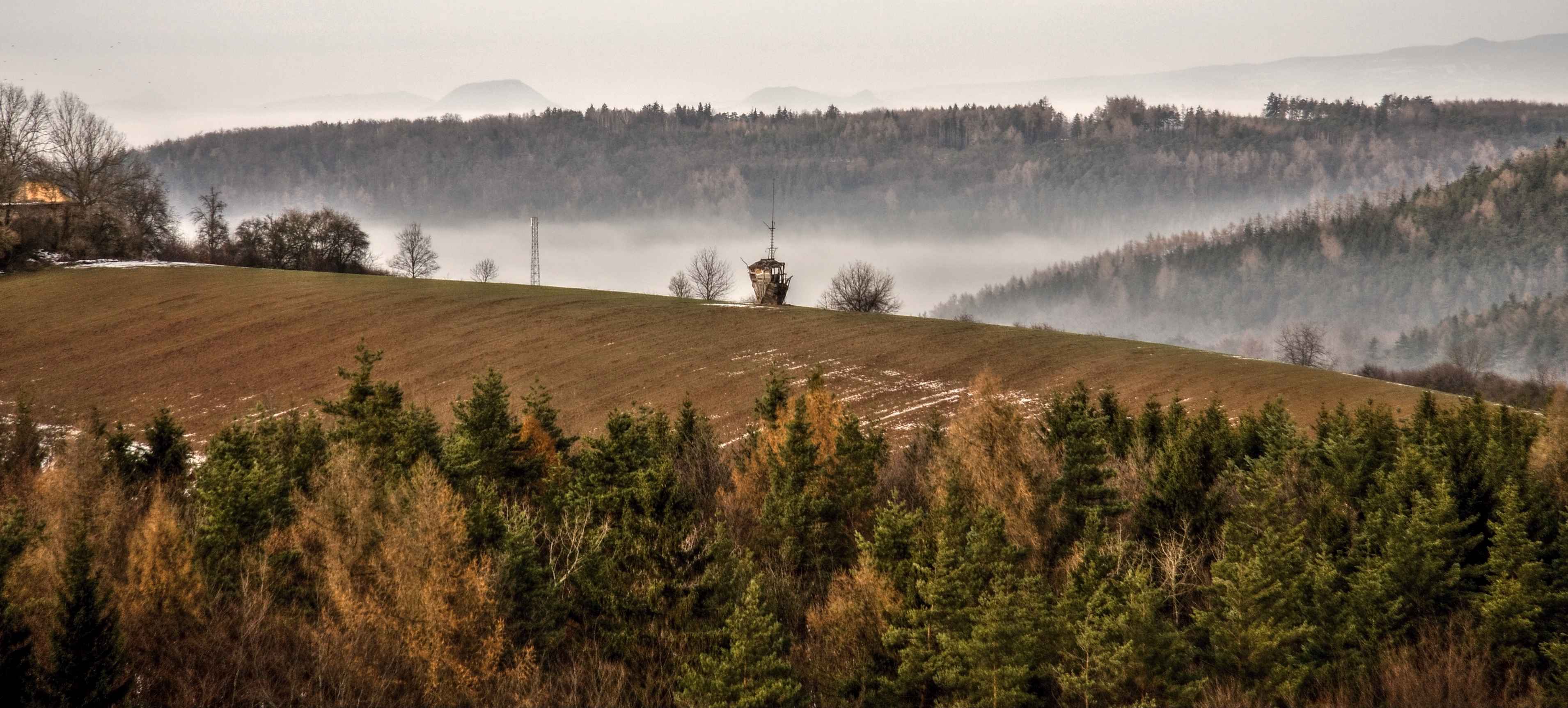
De zogenaamde Ark van Noach op een heuvel nabij Kozojedy
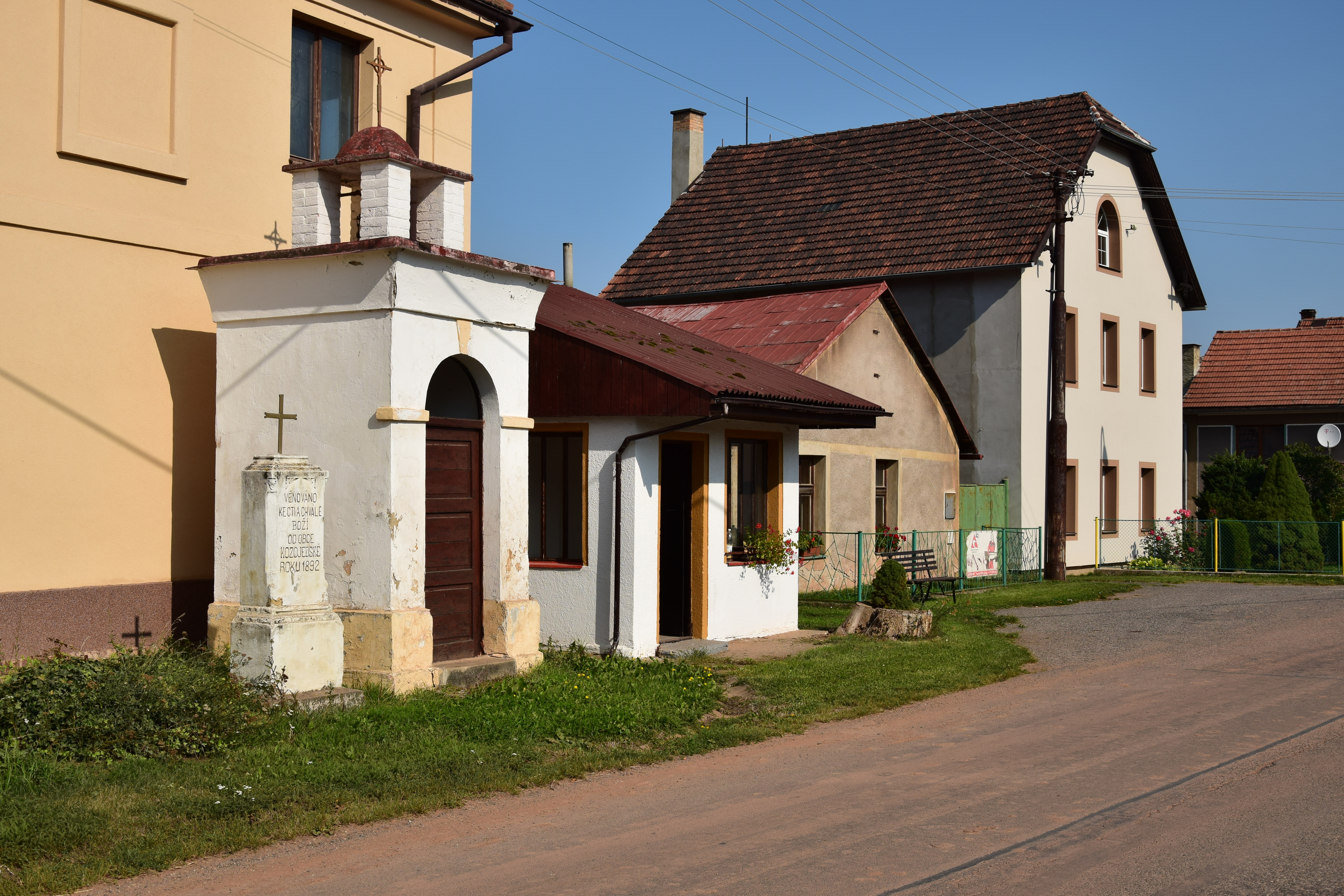
Kapel naast bushalte-abri op het dorpsplein van Kozojedy
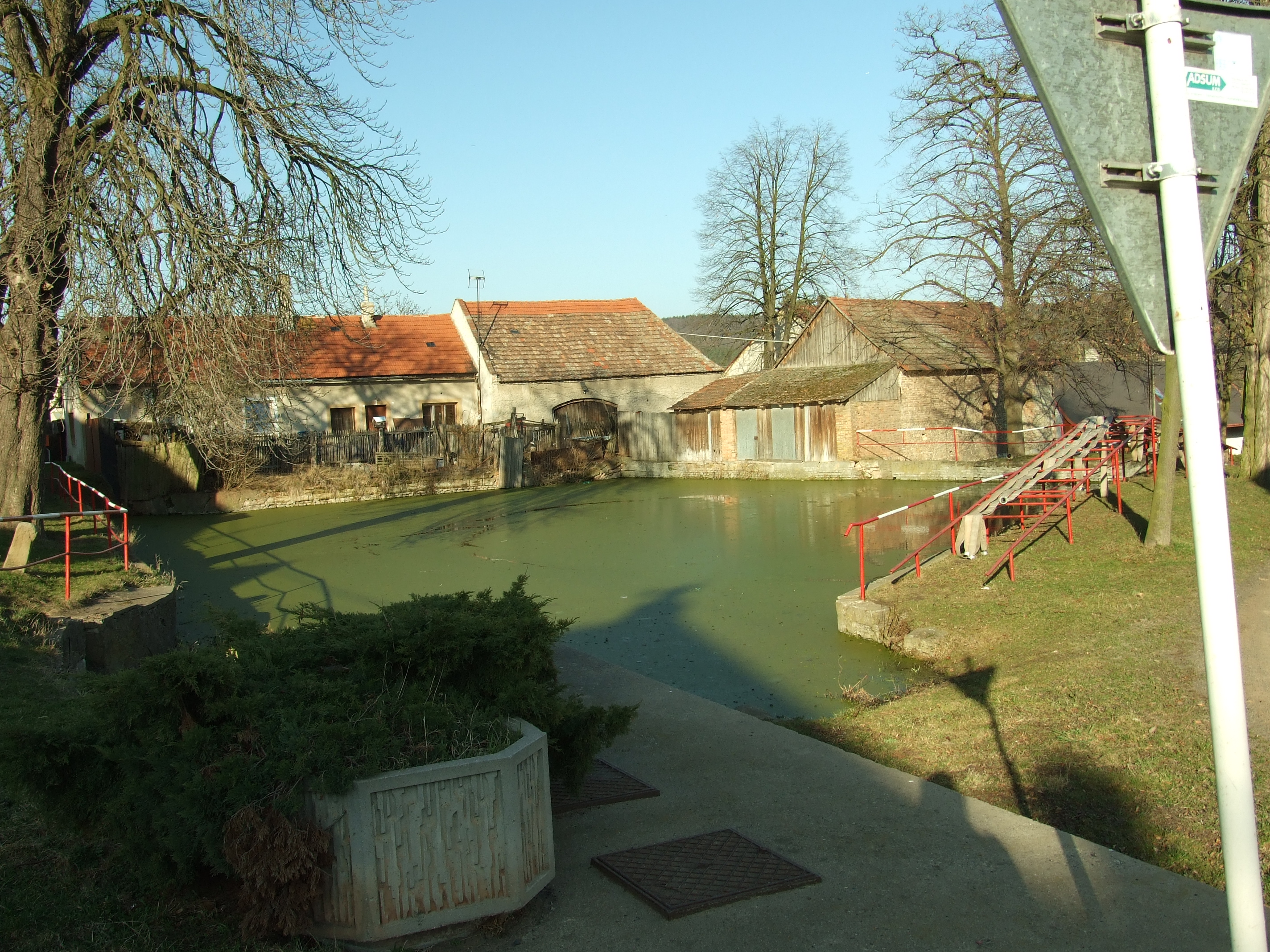
Vijver in Kozojedy